# Corporate branding
Corporate branding handler om at gøre en virksomhed til et såkaldt brand med en given betydning for alle dens interessenter, eksternt såvel som internt.
Corporate branding repræsenterer en udvikling af produkt brandingen. Produkt branding handler om at tiltrække kunder gennem bestemte produktrelaterede værdier. Virksomheder, der tilslutter sig corporate branding, ser det imidlertid som nødvendigt, at ikke kun deres produkt, men hele virksomhedens identitet og værdier, som er udgangspunkt for brandet. På denne måde ønsker de ikke kun at tiltrække kunder med deres brand-værdier, men alle typer af interessenter (også kaldet stakeholders).
Corporate branding bliver ofte beskrevet som dét at skabe sammenhæng mellem virksomhedens image, vision og kultur med udgangspunkt i virksomhedens identitet. Nogle corporate brands har en stærk sammenhæng, imens andre er karakteriseret af store forskelle imellem vision, kultur og image. Sådanne forskelle kan svække brandets troværdighed, men kan også være udtryk at brandet er under hastig forandring.
Virksomheden bruger således sine værdier eksternt til at tiltrække og fastholde traditionelle eksterne interessenter – fx investorer og underleverandører – men også offentlige instanser og private interesseorganisationer er i målgruppen. Uanset hvilke interessenter, der måtte være tale om, er tanken, at virksomhedens værdier skal bruges til at sikre deres loyalitet, fordi de kan identificere sig med værdierne. Foruden selve værdierne vedtager virksomhederne også visioner og missioner som passer til værdierne.
Corporate branding handler dog lige så meget om virksomhedens interne forhold. I stedet for at lede sine medarbejdere med faste regler, kan virksomheden nemlig lade værdierne være pejlemærker for medarbejdernes selvstændige beslutninger. Når medarbejderne tilslutter sig brandets værdier, kan man således tale om, at virksomheden har en kultur, som alle bidrager til ved at handle i overensstemmelse med brandet. Medarbejderne bidrager så at sige til en fælles sag, fordi de lige som de eksterne interessenter identificerer sig med værdierne. Herved har virksomheden opnået en ledelsesform, der egner sig til at sikre, at højt specialiserede medarbejdere (såkaldte vidensarbejdere) kan bringe virksomheden mod et fælles mål på trods af, at de i praksis har vidt forskellige arbejdsområder.
Fortalerne for corporate branding hævder, at virksomheder med stærke brands kan tilbyde sine medarbejdere en fast identitet i en uoverskuelig omverden, og at den samtidigt kan stille sig stærkt på markedet, fordi alle ved, hvad den står for. Kritikerne hævder imidlertid, at tilbuddet om identitet ikke er andet end en måde at kontrollere medarbejdernes tanker og handlinger på. Samtidigt mener de, at omverdenen er så kompleks og omskiftelig, at det er utopisk, at alle former for interessener kan tiltrækkes ved blot at signalere værdier.